# عرب دبروجة

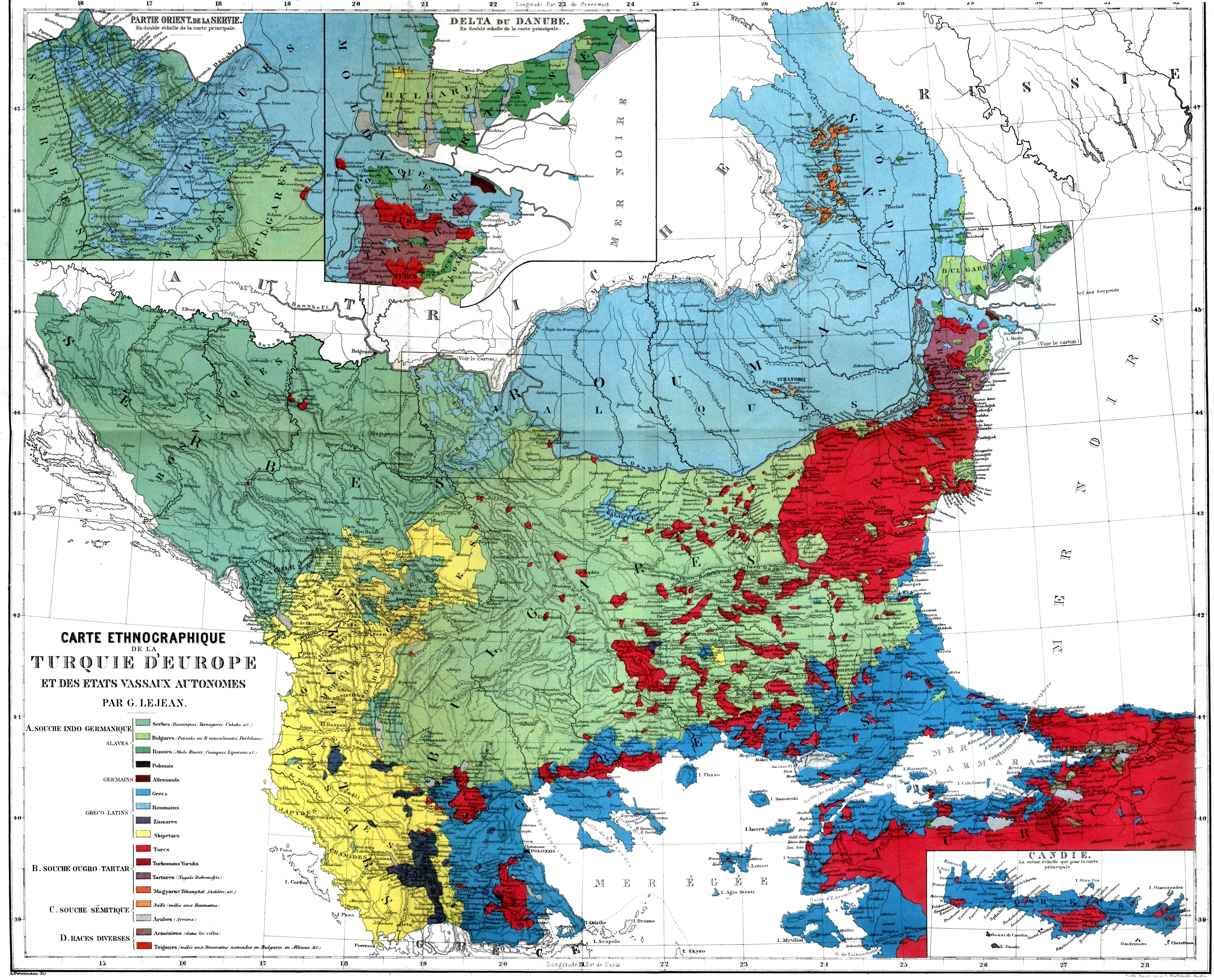
الجماعات العرقية البلقانية منذ عام 1861، عرب (السوريون) يظهرون في الخريطة

عرب دُبْرُوجَة هم من العرب الذين اندمجوا مع السكان التتار الأتراك في دبروجة. جُلبوا من سوريا إلى دبروجة في القرن التاسع عشر.

## التاريخ

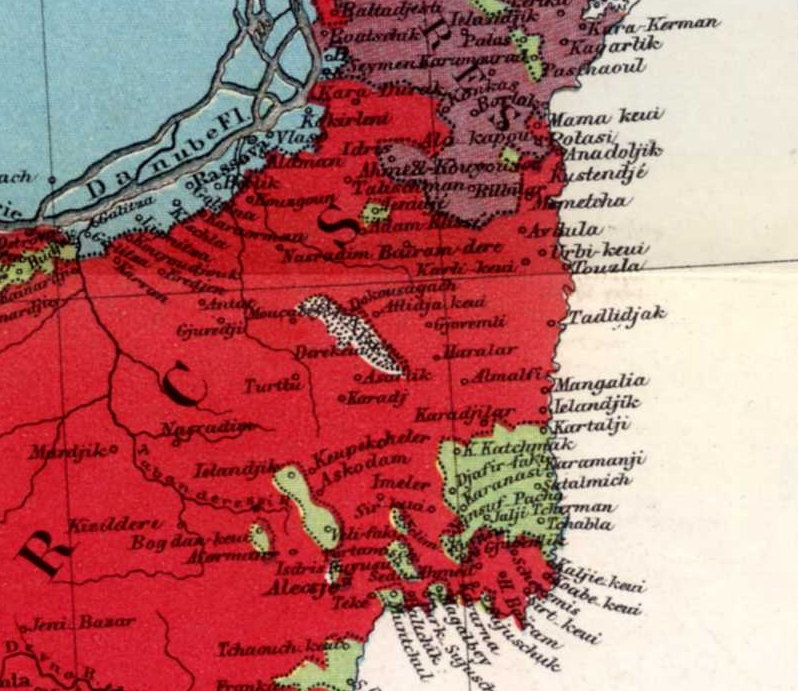
جزء من الخريطة العرقية لشبه جزيرة البلقان التي رسمها ج. ليجان في عام 1861. تتميز المنطقة التي يسكنها العرب الدوبروجيون بمساحة بيضاء ذات نقاط سوداء. (انظر التعليق التوضيحي)

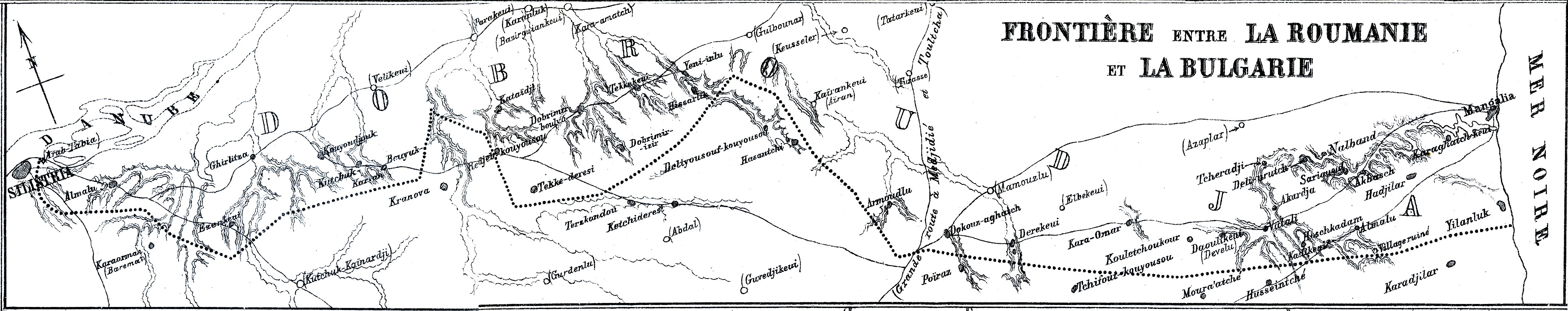
الحدود الرومانية البلغارية من عام 1878 مع تمثيل منطقة دوكوز آغاتش

وفقًا للمصادر التاريخية، جلب العثمانيون العرب من سوريا إلى منطقة دبروجة في القرن التاسع عشر. بدأت هذه الحقبة، عندما نقلهم العثمانيون إلى إسطنبول للعمل في مصانع السجاد. عندما أغلقت المصانع، أصبحوا عاطلين عن العمل، ومع إغلاق المصانع، أصبح هؤلاء العرب بلا عمل، وبسبب القوانين العثمانية التي كانت تمنع الإقامة في إسطنبول دون عمل، نُقلوا إلى دبروجة في عام 1843.بلغ عددهم آنذاك حوالي 255 شخصًا، و عملوا في دبروجة عمالًا مزارعين. وفقًا للمصادر العثمانية، وُطن هؤلاء الأشخاص في بعض بلدات دبروجة، بدعم سخي من الدولة.
كان العرب يُعتبرون ذوي مهارة عالية في الزراعة تحت ظروف الجفاف. المنطقة التي استقروا فيها أصبحت لاحقًا جزءًا من الحدود البلغارية الرومانية الحالية. وكان من بين المستوطنات الخمس التي أقاموها مستوطنة دوكوز آغاج، وهي اليوم قرية ماغورا في بلدية تشيركيزو في إقليم كونستانتسا الرومانية. وكانت المستوطنات العربية الوحيدة في أوروبا. تشير التقارير التعدادية العثمانية لعام 1856 إلى وجود 145 عربيًا في دبروجة، لكن عددهم زاد بشكل كبير بعد هذا التاريخ. في عام 1861، ذكر الجغرافي الفرنسي غيوم لوجان حقيقة أنه أثناء رحلته عبر شبه جزيرة البلقان في عام 1854، كانت إحدى هذه المستوطنات، أراب كوي، مهجورة بالفعل، في حين تمتعت بقية المستوطنات ببعض الرخاء. في عام 1878، قُسمت دبروجة بين رومانيا وبلغاريا، وعبرت الحدود الجديدة المنطقة التي يسكنها العرب. وبعد هذا التاريخ بدأت التجمعات السكانية العربية بالتراجع، وهاجر جزء من السكان إلى الدولة العثمانية.
وبعد بضعة عقود من الزمن، في عام 1913، ذكر عالم الإنسان السويسري يوجين بيتارد أن هذه المستعمرات قد تلاشت، ولم يبق سوى 14 عربيًا غير مدمجين في المنطقة، جميعهم من الرجال. ومن خلال تحليلات أنثروبولوجية، أشار بيتار إلى وجود تأثيرات عرقية زنجية، وربط هذا الوضع بحقيقة أن السكان العرب حول ولاية البحر الأحمر يظهرون في كثير من الأحيان تأثيرات عرقية زنجية، نتيجة لتجارة الرقيق الأفريقية التي مورست هناك في الماضي واستيعابهم من قبل الأغلبية العربية من السكان. ويخلص بيتارد إلى أنه من المحتمل جدًا أن يكون لبعض العرب الدبروجيين أجداد ينحدرون من هذه المنطقة.
أثناء الحرب العالمية الأولى، وخلال التخطيط للهجوم على قناة السويس، أشارت السجلات العسكرية العثمانية إلى أن "هناك مجموعتين تطوعيتين أخريين مكونتين من الأتراك والعرب السوريين والألبان وغيرهم من رومانيا".

## قائمة القرى
| الاسم التركي العثماني    | الاسم الحالي                                  | العائلات العربية سنة 1843 |
| ------------------------ | --------------------------------------------- | ------------------------- |
| إلباي (İlbey)            | بتشيلاروفو                                    | 27                        |
| موسى بك (Musa Bey)       | إيزفوروفو                                     | 34                        |
| كارا الياس (Kara İlyas)  | تساريفيتس                                     | 2                         |
| دوكوز آغاتش (Dokuz Ağaç) | ماغورا، سيرشزو                                | 31                        |
| بويراز (Poyraz)          | مهجورة شمال غرب أوجرازدين                     | 39                        |
| أيدين بك (Aydın Bey)     | سفيتليك، اندمجت مع كابينوفو                   | 14                        |
| أوغوزلار (Oğuzlar)       | أوزوفو                                        | 19                        |
| تشالمارسا (Çalmarça)     | كاتشولاتس، اندمجت مع أولتينيا، اينديبيندينتسي | 39                        |
| بيرم ديدي (Bayram Dede)  | اينديبيندينتسي                                | 50                        |

## الملاحظات
1. ↑  (باللاتينية: Dokuz Ağaç) ("الأشجار التسع")
2. ↑  (باللاتينية: Măgura)
3. ↑  0.9% من السكان

### الاستشهادات
1. ↑  Grigore 1999.
2. ↑  Binzouba 2024، صفحات 235-238.
3. ↑  Binzouba 2024، صفحات 239.
4. ↑  Binzouba 2024، صفحات 249-254.
5. ↑  KARPAT
6. ↑  Lejean 1861.
7. ↑  Pittard 1913.
8. ↑  Binzouba 2024، صفحات 234.
9. 1 2  Binzouba 2024، صفحة 242.

### معلومات المراجع
كتب
- Lejean، Guillaume (1861). Ethnographie de la Turquie d'Europe. Petermanns Geographischen Mitteilungen.

دوريات محكمة
- Binzouba, Majed Mohammed (2024). "19. Yüzyıl Osmanlı Coğrafyasında Bir İskân Örneği: Dobruca'da Arap Köyleri". Osmanlı Araştırmaları/ The Journal of Ottoman Studies (بالتركية والإنجليزية). Archived from the original on 2024-09-15.
- Pittard، Eugène (1913). "Contribution à l'étude anthropologique des Arabes". Le Globe. Revue genevoise de géographie. ج. 52 ع. 1: 147–162. DOI:10.3406/globe.1913.5281. مؤرشف من الأصل في 2024-09-05.

ويب
- Grigore، George (1999). "George Grigore. "Muslims in Romania", ISIM Newsletter (International Institute for the Study of Islam in the Modern World) no. 3, Leiden. 1999: 34". مؤرشف من الأصل في 2025-01-14.
- KARPAT, KEMAL. "DOBRUCA". TDV İslâm Ansiklopedisi (بالتركية). Archived from the original on 2025-06-03. Retrieved 2025-01-08.